# 皮爾瑞·雷金納德·迪奧
皮爾瑞·雷金納德·迪奧（英語：Pearry Reginald Teo，1978年7月23日—2023年3月9日）是一名新加坡男導演、編劇和製片人，主要拍攝好萊塢電影，並以恐怖片居多。首部執導電影為2007年的《基因世代》。在此前，他所執導的恐怖短片《Liberata Me》榮獲紐約國際影展獎最佳恐怖片。
2023年3月9日，他被發現在家中逝世。

## 作品列表
- 2002：《Liberata Me》（短片）-導演，監製，編劇
- 2003：《Children of the Arcana》（短片）-導演，監製，編劇
- 2004：《Take Me Somewhere Nice》（短片）-導演，監製，編劇
- 2007：《基因世代（英语：The Gene Generation）》-導演[3]
- 2009：《第13個小時（英语：Necromentia）》-導演，編劇[4]
- 2010：《血染巫師鎮（英语：Witchville）》（電視電影）-導演
- 2011：《The Evil Inside》-導演
- 2013：《黑暗王子（英语：Dracula: The Dark Prince）》-導演[5]
- 2015：《嗜血寄生（英语：Strange Blood）》-監製，編劇[6]
- 2016：《睡美人魔咒（英语：The Curse of Sleeping Beauty）》-導演，監製，編劇
- 2016：《魔鬼勀星（英语：Ghosthunters (2016 film)）》（DVD首映）-導演，編劇
- 2018：《隔牆有鬼》（The Ghost Beyond）-編劇
- 2019：《魔鬼同意令》（The Assent）-導演，編劇
- 2021：《瑪土撒拉》（Methuselah）-導演，監製
- 2021：《极速复仇》（Fast Vengeance）-導演，編劇
- 2022：《魔影大師》（Shadow Master）-導演，編劇
- 2023：《19 HZ》-導演，編劇

## 外部連結
- 官方網站
- Pearry Reginald Teo在互联网电影资料库（IMDb）上的資料（英文）
- Syfy's Saturday Night Movies （页面存档备份，存于）